# Salmo (género)
Los salmones y truchas (el género Salmo) son peces marinos y de agua dulce (eurihalinos) de la familia de los salmónidos distribuidos por los océanos y mares de casi todo el mundo, con algunas especies que sólo viven en agua dulce en Europa y Asia. Su nombre procede del latín salmo, que es como llamaban en la antigua Roma a estos peces. En cuanto a la genética son parientes cercanos de los salmones y truchas del Pacífico (el género Oncorhynchus), y tienen una anatomía similar, aunque el análisis de ADN mitocondrial ha mostrado diferencias entre estos dos géneros.

## Hábitat y biología

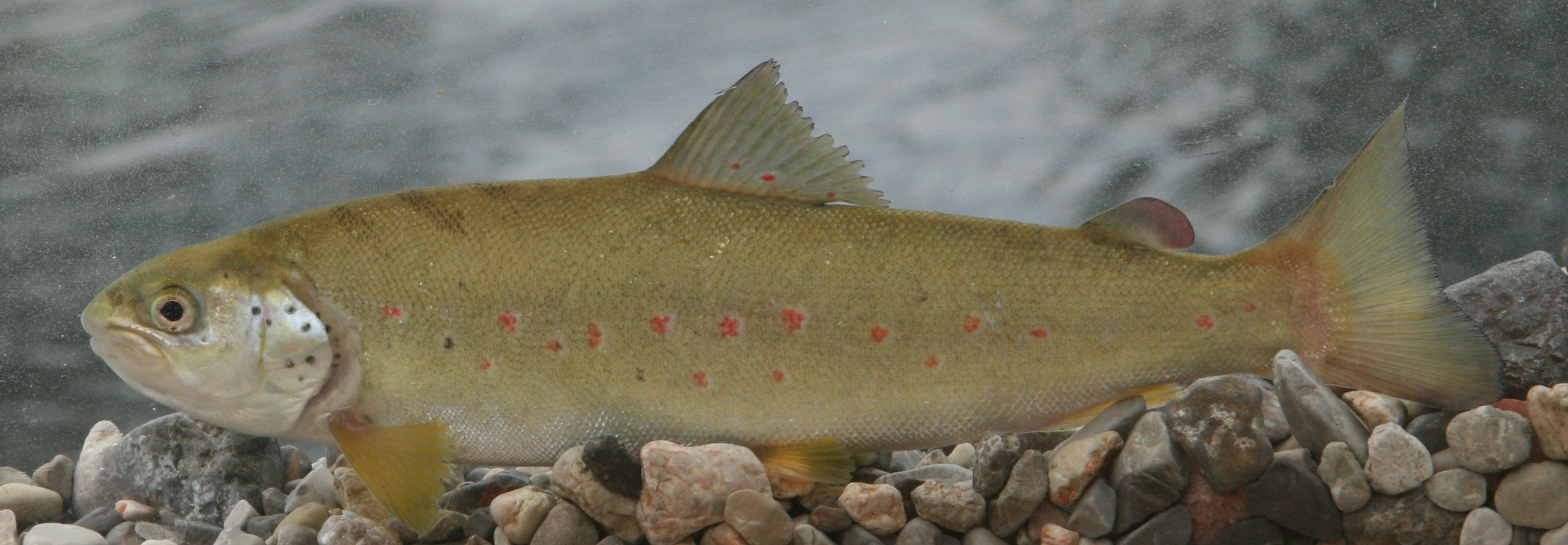
Trucha de boca blanda (Salmo obtusirostris) del río Vrljika, Croacia.

Algunas de las especies de este género son diádromos: nacen en aguas dulces, migran al océano y vuelven al agua dulce para procrear. Se les atribuye la capacidad de volver al mismo sitio donde nacieron para reproducirse, y los estudios recientes muestran que al menos un 90 % de los salmones que remontan una corriente nacieron en ella. No se sabe cómo se orientan, pero puede que su fino sentido del olfato reconozca la química de su río natal. Otras muchas especies pasan toda su vida en el río o en un lago.

## Importancia para el humano

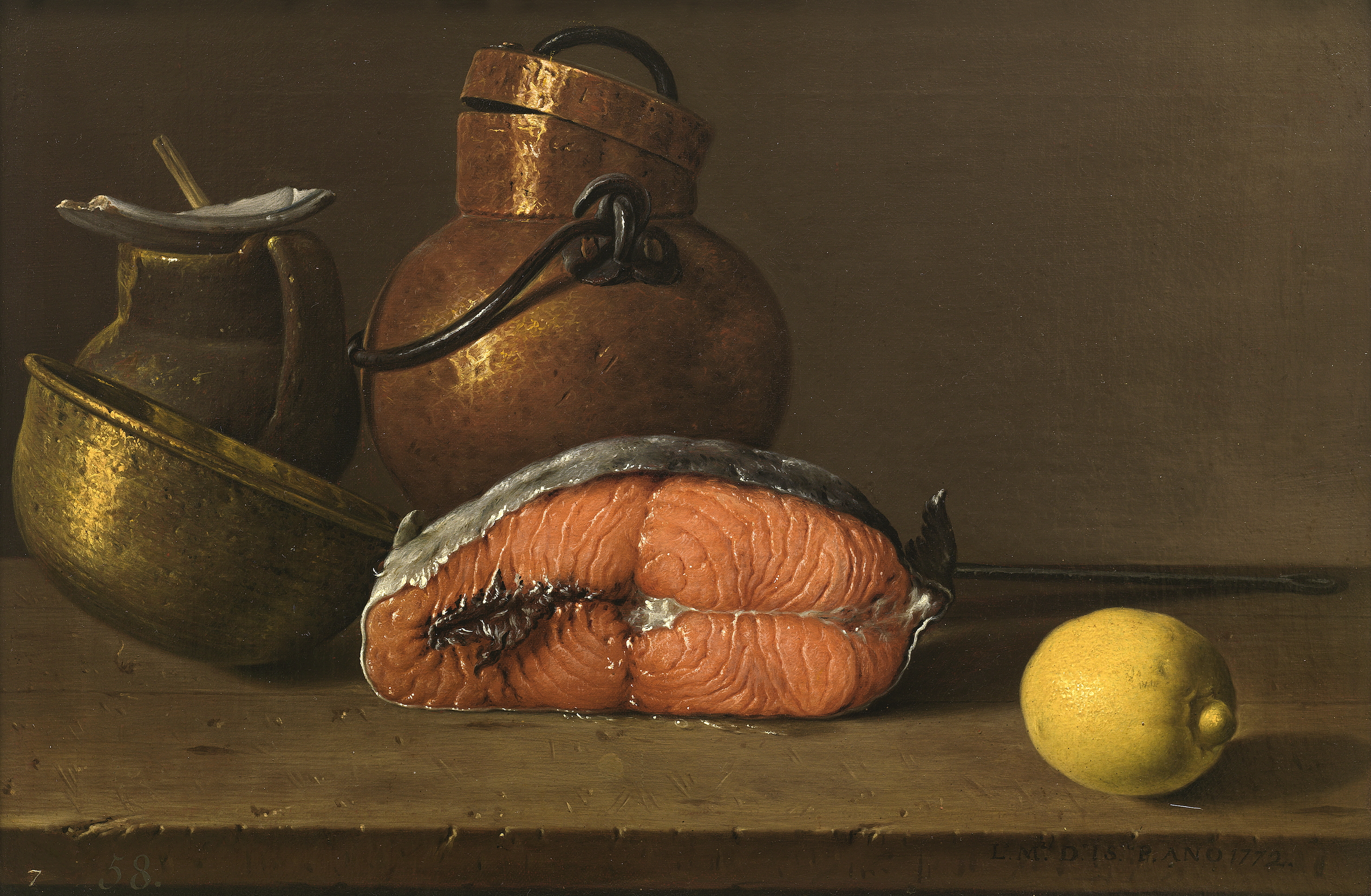
Bodegón de Salmón, limón y vasijas (1772), obra de Luis Meléndez (conservada en el Museo del Prado de Madrid).

Son especies muy valoradas en la pesca, tanto en la deportiva como para su comercialización  como alimento para consumo humano. Muchas especies son muy usadas en acuicultura.

### Valor alimenticio
El salmón es un alimento habitual y razonablemente sano por su alto contenido en proteínas y ácidos grasos omega-3, con un contenido moderado en grasas. El salmón es un pescado azul o graso que aporta unos once gramos de grasa por cada cien gramos de carne, un contenido similar al de las sardinas, el jurel o el atún. La grasa es rica en ácidos grasos omega-3, que contribuyen a disminuir los niveles de colesterol y triglicéridos plasmáticos, y además aumentan la fluidez de la sangre, lo que previene la formación de coágulos o trombos. Por este motivo se recomienda el consumo habitual de salmón a la población en general, y en particular en caso de trastornos cardiovasculares. El salmón es una excelente fuente de proteínas de alto valor biológico, al igual que el resto de pescados.
Según informes de la revista Science  los salmones de criadero pueden tener altos contenidos de dioxinas. Los niveles de PCB (bifenil policlorinado) pueden ser hasta ocho veces más altos en los criados que en los salvajes, y el contenido en omega-3 puede ser menor. A pesar de esto, la autoridad de alimentación británica (FSA) recomienda el consumo incluso de salmón criado, pues sus beneficios superan los riesgos. Por otra parte, el salmón es uno de los pescados menos afectados por el mercurio (metilmercurio).[cita requerida] Entre las enfermedades causadas por su consumo se encuentra la aparición del Diphyllobothrium nihonkaiense.
Los salmones y truchas del género Salmo son peces marinos y de agua dulce de la familia Salmonidae, distribuidos ampliamente por los océanos y mares del mundo y algunas especies habitan exclusivamente en agua dulce en Europa y Asia. Estos peces son altamente valorados por su carne, rica en proteínas y ácidos grasos omega-3, los cuales son beneficiosos para la salud cardiovascular. Sin embargo, algunas investigaciones han señalado que los suplementos de omega-3 disponibles comercialmente pueden no tener la misma efectividad que el omega-3 obtenido de fuentes naturales, como el salmón, debido a la variabilidad en la pureza y concentración de los ácidos grasos en dichos suplementos.

### Acuicultura
La salmonicultura es una rama de la acuicultura enfocada a la producción de peces de la familia salmonidae o peces salmoniformes, tanto truchas como salmones. En el caso de la trucha, se conoce como truticultura.
Al ser peces anádromos deben pasar durante su ciclo de vida por etapas de agua dulce y de agua salada. La puesta y el desarrollo de larvas y alevines transcurre en agua dulce, tanto para truchas como salmones. En el caso de la trucha, se puede mantener en agua dulce hasta su tamaño comercial, o realizar el proceso de esmoltificación, al igual que en el salmón, que es una adaptación gradual al agua de mar en el que se producen importantes cambios fisiológicos.
La cría y producción comercial del salmón apareció en los años setenta. Según un informe solicitado por la Asociación de la Industria del Salmón de Chile A.G., en 2007 la producción mundial de salmón (tanto silvestre como cultivado) alcanzó los 2,85 millones de toneladas round, de los cuales 1,82 millones correspondieron al salmón cultivado. Los mayores productores de salmón cultivado, según el mismo informe, fueron Noruega con un 43,3 % de la producción, y Chile con un 36 %, seguidos a distancia por Reino Unido con un 7,6 % y Canadá con un 6,5 %.

## Especies
Existen las siguientes especies válidas en este género:
- Salmo abanticus Tortonese, 1954
- Salmo akairos Delling y Doadrio, 2005 - trucha del lago Ifni.
- Salmo aphelios Kottelat, 1997
- Salmo balcanicus (Karaman, 1927)
- Salmo carpio Linnaeus, 1758 - carpione del lago de Garda.
- Salmo caspius Kessler, 1877 - trucha del mar Caspio.
- Salmo cenerinus Nardo, 1847
- Salmo cettii Rafinesque, 1810 - trucha del mar Tirreno.
- Salmo chilo Turan, Kottelat y Engin, 2012
- Salmo ciscaucasicus Dorofeeva, 1967
- Salmo coruhensis Turan, Kottelat y Engin, 2010[13]
- Salmo dentex (Heckel, 1851)
- Salmo ezenami Berg, 1948
- Salmo farioides Karaman, 1938
- Salmo ferox Jardine, 1835
- Salmo fibreni Zerunian y Gandolfi, 1990 - carpione del lago Fibreno.
- Salmo ischchan Kessler, 1877 - trucha del lago Seván.
- Salmo kottelati Turan, Doğan, Kaya, & Kanyılmaz, 2014 - trucha del río Alakir
- Salmo labrax Pallas, 1814 - salmón del mar Negro.
- Salmo letnica (Karaman, 1924) - trucha del lago Ohrid.
- Salmo lourosensis Delling, 2011 - trucha del río Louros
- Salmo lumi Poljakov, Filipi y Basho, 1958
- Salmo macedonicus (Karaman, 1924)
- Salmo macrostigma (Duméril, 1858)
- Salmo marmoratus Cuvier, 1829 - trucha marmórea.
- Salmo montenigrinus (Karaman, 1933)
- Salmo nigripinnis Günther, 1866
- Salmo obtusirostris (Heckel, 1851) - trucha del mar Adriático.
- Salmo ohridanus Steindachner, 1892
- Salmo opimus Turan, Kottelat y Engin, 2012
- † Salmo pallaryi Pellegrin, 1924
- Salmo pelagonicus Karaman, 1938
- Salmo peristericus Karaman, 1938
- Salmo platycephalus Behnke, 1968 - trucha de Turquía.
- Salmo rhodanensis Fowler, 1974
- Salmo rizeensis Turan, Kottelat y Engin, 2010[13]
- Salmo salar Linnaeus, 1758 - salmón común, salmón del Atlántico o salmón de lago.
- Salmo schiefermuelleri Bloch, 1784
- Salmo stomachicus Günther, 1866
- Salmo taleri (Karaman, 1933)
- Salmo tigridis Turan, Kottelat & Bekta, 2011
- Salmo trutta Linnaeus, 1758 - trucha común, con las siguientes subespecies:
  - Salmo trutta aralensis (Berg, 1908) - trucha del mar de Aral.
  - Salmo trutta fario (Linnaeus, 1758) - trucha fario.
  - Salmo trutta lacustris (Linnaeus, 1758) - trucha de lago.
  - Salmo trutta macrostigma (Duméril, 1858) - trucha de Córcega.
  - Salmo trutta oxianus (Kessler, 1874)
  - Salmo trutta trutta (Linnaeus, 1758) - trucha europea o trucha marina.
- Salmo visovacensis Taler, 1950
- Salmo zrmanjaensis Karaman, 1938